# MovieWeb
MovieWeb is een nieuwswebsite over film- en entertainmentnieuws. MovieWeb rapporteert over entertainmentnieuws via zijn langlopende website en gerelateerde sociale media en videoplatforms. De site onderhoudt ook een doorzoekbare database met films. Rapporten en interviews van Movieweb worden vaak gebruikt als bronnen in filmgerelateerde artikelen van andere publicaties.

## Geschiedenis
MovieWeb werd voor het eerst gelanceerd in 1995. In 1997 was het naar verluidt in bedrijf, ondersteund door een team van vier personen dat filminformatie publiceerde. In 2012 produceerde MovieWeb een video die een parodie-mashup uit de jaren 80 was van de The Walking Dead-serie, vergezeld van muziek uit Growing Pains die viraal ging.
Voorheen was MovieWeb eigendom van WatchR Media, Inc., een particulier bedrijf in Las Vegas. In 2021 had de MovieWeb-website naar schatting 8 miljoen unieke bezoeken voor de maand juli. MovieWeb is sinds september 2021 eigendom van en wordt beheerd door online uitgever Valnet Inc. na voltooiing van de overname van WatchR.